# Eleocharis maximowiczii
Eleocharis maximowiczii är en halvgräsart som beskrevs av Iurij Dmitrievitch Zinserling. Eleocharis maximowiczii ingår i släktet småsäv, och familjen halvgräs. Inga underarter finns listade i Catalogue of Life.